# I. Ordoño asztúriai király
I. Ordoño (asztúriaiul: Ordoñu)  (Oviedo, 821 –‎ Oviedo, 866. május 27.) Asztúria királya (850–866). A Kantábriai-házból származott, I. Ramiro fia. Édesanyját illetően eltérnek az adatok. Van olyan forrásmunka, amely szerint I. Ramiro Paterna nevű első felesége, és van olyan forrás, amely szerint I. Ramiro második felesége, Gontroda, akinek a király a második férje volt, az édesanyja.

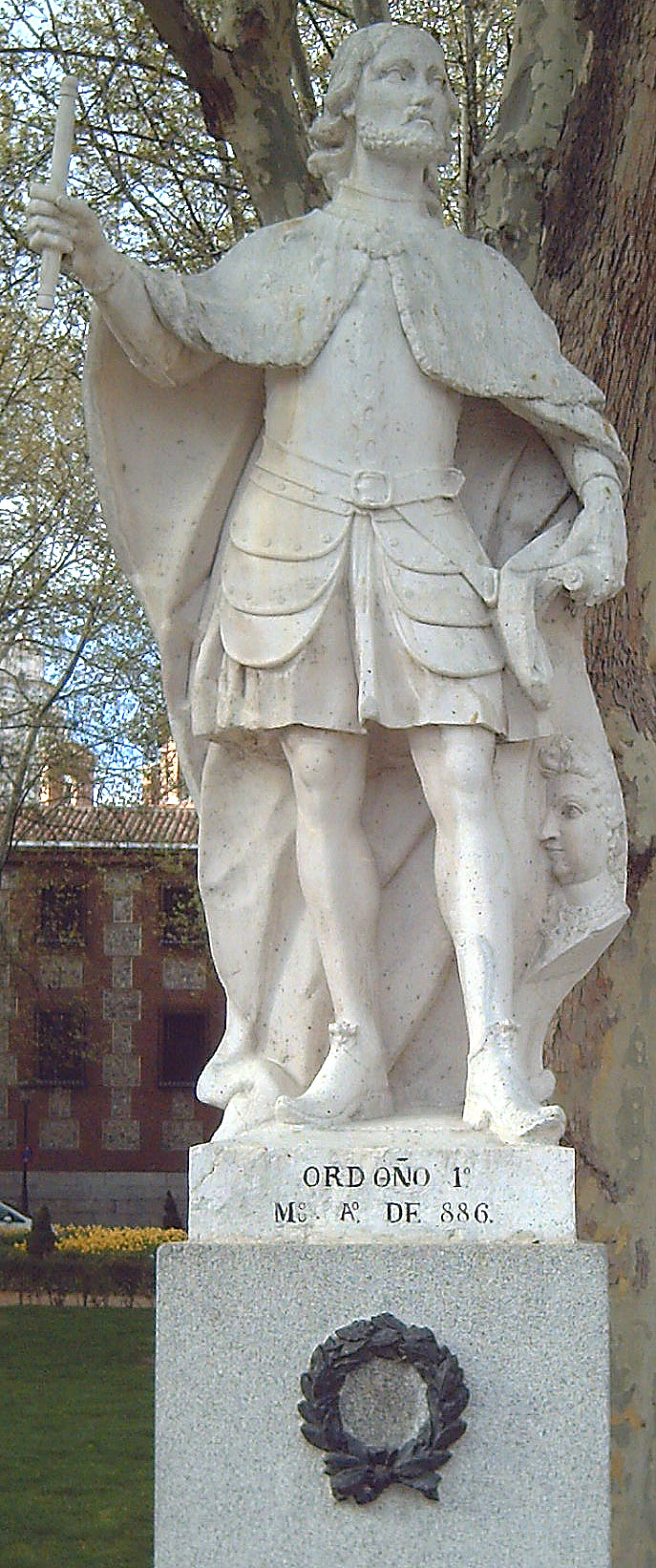
I. Ordoño szobra Madridban

I. Ordoño szinte uralkodásának egész időszakára a királyság külső ellenfeleivel való harcok nyomják rá a bélyeget. 856-ban vissza foglalta a móroktól León városát. 859-ben a kalandozó vikingeket (normannokat) győzi le, 863-ban pedig, szintén tengeri csatában, a mórokat. Még 859-ben legyőzte Albaida (ma: Albelda de Iregua) mellett a zaragozai mór kormányzót, Musa ibn Musát. A baszk tartományok feletti fennhatóság kérdésében összetűzésbe került a feltörekvő Pamplonai Királysággal. A források általában jó uralkodónak tartják. Utóda fia, III. (Nagy) Alfonz lett, aki – minden spanyol forrásmunka, de egyéb művek szerint is – még nem León, hanem Asztúria királya volt. Édesanyja Munia, avagy Nuña volt.